# ヤマハ・ポッケ

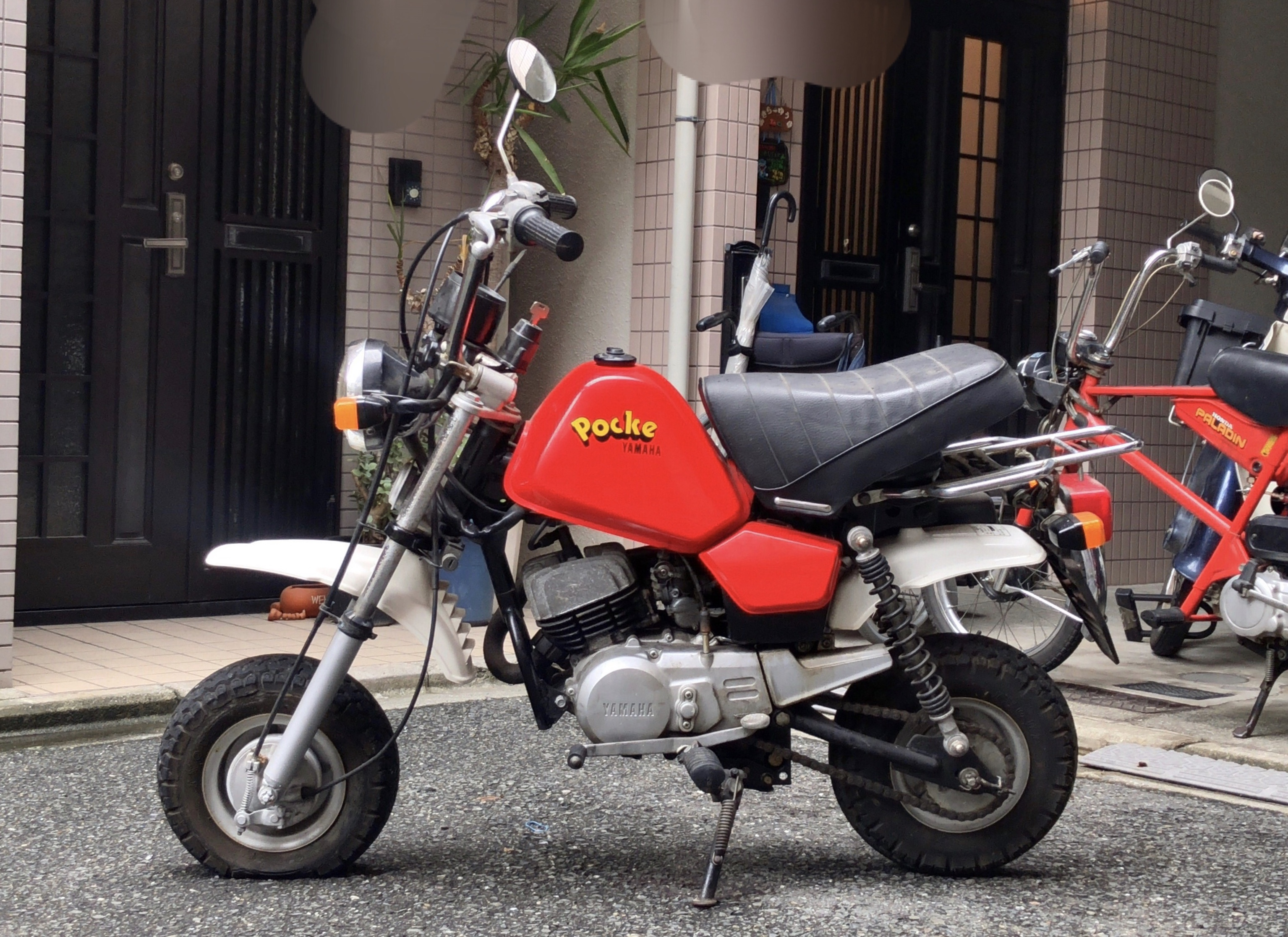
ヤマハ　ポッケ（QA50）

ヤマハ・ポッケ (Pocke) は、ヤマハ発動機が製造していたオートバイ（原動機付自転車）の車種名である。正式型番はQA50。

## 概要
ポッケは1980年（昭和55年）に発売された。ペットネームはポケットに入る様な小ささを指してPocke（ポッケ）とつけられている。なおCMキャラクターとしてシーナ&ザ・ロケッツの鮎川誠が起用された。
本田技研工業の人気モデル、モンキーの対抗車種として開発が行われた車種であり、車体はモンキー同様に車載を意識した折りたたみハンドルと漏洩防止バルブ付きの燃料タンクキャップを採用し、 6インチチューブタイヤと合わせホイールを装備している。エンジンはミニトレと同系統のものを3馬力にデチューンしていた。兄弟車として大型燃料タンクと8インチタイヤを装備したフォーゲルがある。
当時量産されたオートバイでは最小となる6インチタイヤの採用により、全長はクラス最短の1,280 mm、乾燥重量もクラス最軽量の52 kgである。トランスミッションはボトムニュートラルのリターン式4速。
ホイールベースがあまりにも短いため、デチューンされたエンジンながら軽々と前輪が浮いてしまう仕様であった。
1981年（昭和56年）には特別仕様車として「QA50LTD（ポッケ・ミッドナイト）」が限定発売されている。
1983年（昭和58年）まで生産され、販売終了となった。

## モデル一覧
- 4U11：1980年発売 車体色：チャピイレッド（赤）、キャンディブルー（青）、マキシムイエロー（黄）
- 4U21：1981年発売 車体色：ブラックマイカ（黒&金）※「ミッドナイトスペシャル」仕様